# Баргилевич Анатолій Владиславович
Анато́лій Владисла́вович Баргиле́вич (нар. 8 квітня 1969, с. Горщик, Коростенський район, Житомирська область, Україна) — український військовик, генерал-лейтенант ЗСУ.
Заступник командувача Сухопутних військ ЗСУ з територіальної оборони (2020—2022)[уточнити], Командувач Сил територіальної оборони ЗСУ (2023—2024), Начальник Генерального Штабу Збройних Сил України (2024—2025).

## З життєпису
Перебуває на військовій службі із 1987 року. Закінчив Ташкентське вище танкове командне училище.
У 2014, на початку війни на сході України обіймав посаду начальника управління оперативної підготовки Головного оперативного управління Генштабу. Згодом працював у штабі Антитерористичної операції.
Із 2016 року — начальник оперативного управління — заступник начальника штабу Командування Сухопутних військ Збройних Сил України. Від 23 серпня 2017 року генерал-майор.
У 2020—2022 рр. — заступник командувача Сухопутних військ, командувач Командування територіальної оборони України.
Із 2022 року — начальник штабу оперативно-стратегічне угруповання військ «Хортиця».
9 жовтня 2023 року призначений Командувачем Сил територіальної оборони ЗСУ.
10 лютого 2024 року призначений начальником Генерального штабу ЗСУ.
Від 23 серпня 2024 року генерал-лейтенант.
16 березня 2025 року указом президента України звільнений із посади начальника Генерального штабу ЗСУ.

## Погляди
| «Якщо хтось каже що кар’єра його не обходить, то це обман і себе, і людей. Будь яка свідома людина, чи військовий, чи цивільний, хоче щоб його помічали, поважали. Я також завжди прагнув зробити щось, що гідне поваги»[2] |
Вважає, що жодна зброя не врятує, якщо відсутня готовність народу дати відсіч будь-якому ворогові. Серед головних пріоритетів виділяє акумулюваня набутого досвіду, грамотний розподіл зусиль та ресурсів. Основну увагу приділяв розвитку ТрО. У 2021 виступав проти надання військам територіальної оборони статусу окремого роду військ. Вважав, що це призведе до збільшення чисельності територіальної оборони та значного зростання фінансового навантаження на державу. На той час чисельність ТрО складала 580 осіб (лише сержанти, офіцери та керівний склад). Наголошував на необхідності збільшення чисельності до 10 тис. осіб у мирний час.
Підкреслював важливість готовності ТрО до виконання завдань не лише під час воєнного стану, а й у мирний час, «щоб стабілізувати обстановку, ліквідувати наслідки стихійного лиха тощо».
Наприкінці 2023 року наголошував на важливості проведення наступних узагальненнях системи ТрО:
- приведення завдань територіальної оборони у відповідність до реалій війни (зміна закону «Про основи національного спротиву»);
- вдосконалення структури системи територіальної оборони (штабів зон та районів, їхній склад, необхідність функціонування в системі ТрО органів державної влади);
- зміни в організаційній структурі військових частин та підрозділів (створення модульної структури військових частин та підрозділів, насамперед — вогневої підтримки та сил підтримки);
- автоматизація і цифровізація процесів ухвалення рішень, зв'язку, управління силами та засобами, логістичного забезпечення;
- впровадження позитивного досвіду управління з необхідним ступенем децентралізації;
- підвищення ефективності підготовки особового складу (розширення системи навчальних центрів та збільшення спроможностей наявних навчальних центрів);
- посилення спроможностей системи підготовки населення до національного спротиву;
- розвиток та широке запровадження систем радіоелектронної боротьби/розвідки та БпАК;
- розвиток подальшої взаємодії військової та цивільної складових територіальної оборони, а також збереження взаємодії з волонтерськими організаціями та іншими інституціями громадянського суспільства.

Відстоює необхідність збереження, після завершення російсько-української війни, навчальних підрозділів Сил ТрО. Їх метою має бути підтримка навченості територіального резерву, який матиме бойовий досвід, а також підготовка молодих резервістів.

## Нагороди
- Хрест бойових заслуг (30 вересня 2024) — за особисту мужність, виявлену у захисті державного суверенітету та територіальної цілісності України, самовіддане виконання військового обов'язку.[13]
- Орден Богдана Хмельницького I ст. (29 березня 2024) — за особисту мужність, виявлену у захисті державного суверенітету та територіальної цілісності України, самовіддане виконання військового обов'язку.[14]
- Орден Богдана Хмельницького II ст. (28 вересня 2022) — за особисту мужність і самовіддані дії, виявлені у захисті державного суверенітету та територіальної цілісності України, вірність військовій присязі.[15]
- Орден Богдана Хмельницького III ст. (11 квітня 2022) — за особисту мужність і самовіддані дії, виявлені у захисті державного суверенітету та територіальної цілісності України, вірність військовій присязі.[16]
- Орден Данила Галицького (2 грудня 2016) — за особистий внесок у зміцнення обороноздатності Української держави, мужність, самовідданість і високий професіоналізм, виявлені під час виконання військового обов'язку, та з нагоди Дня Збройних Сил України.[17]